# Hidryta pardosae
Hidryta pardosae là một loài tò vò trong họ Ichneumonidae.